# Orangé (papillon)
Colias chrysotheme
Espèce
Statut de conservation UICN

 VU A1cde : Vulnérable
L’Orangé ou Orangé asiatique (Colias  chrysotheme) est une espèce de lépidoptères de la famille des Pieridae, de la sous-famille des Coliadinae et du genre Colias.

## Dénomination
Colias  chrysotheme a été nommé par Eugen Johann Christoph Esper 1781.

### Sous-espèces et formes
- Colias chrysotheme chrysotheme (Esper, 1781)
- Colias chrysotheme audre (Hemming, 1833)
- Colias chrysotheme elena (Gorbunov, 1995)[1].

### Noms vernaculaires
L'Orangé ou Orangé asiatique se nomme Lesser Clouded Yellow en anglais, Hellorangegrüne Heufalter en allemand et Steppeluzernevlinder en néerlandais.

## Description
L'Orangé est un petit papillon d'une envergure de 20 à 25 mm à l'aile antérieure plus pointue que chez les autres Colias. Le recto est orange vif bordé largement de marron avec une suffusion noire surtout au niveau des ailes postérieures chez la femelle.
Le revers est de couleur jaune pâle.

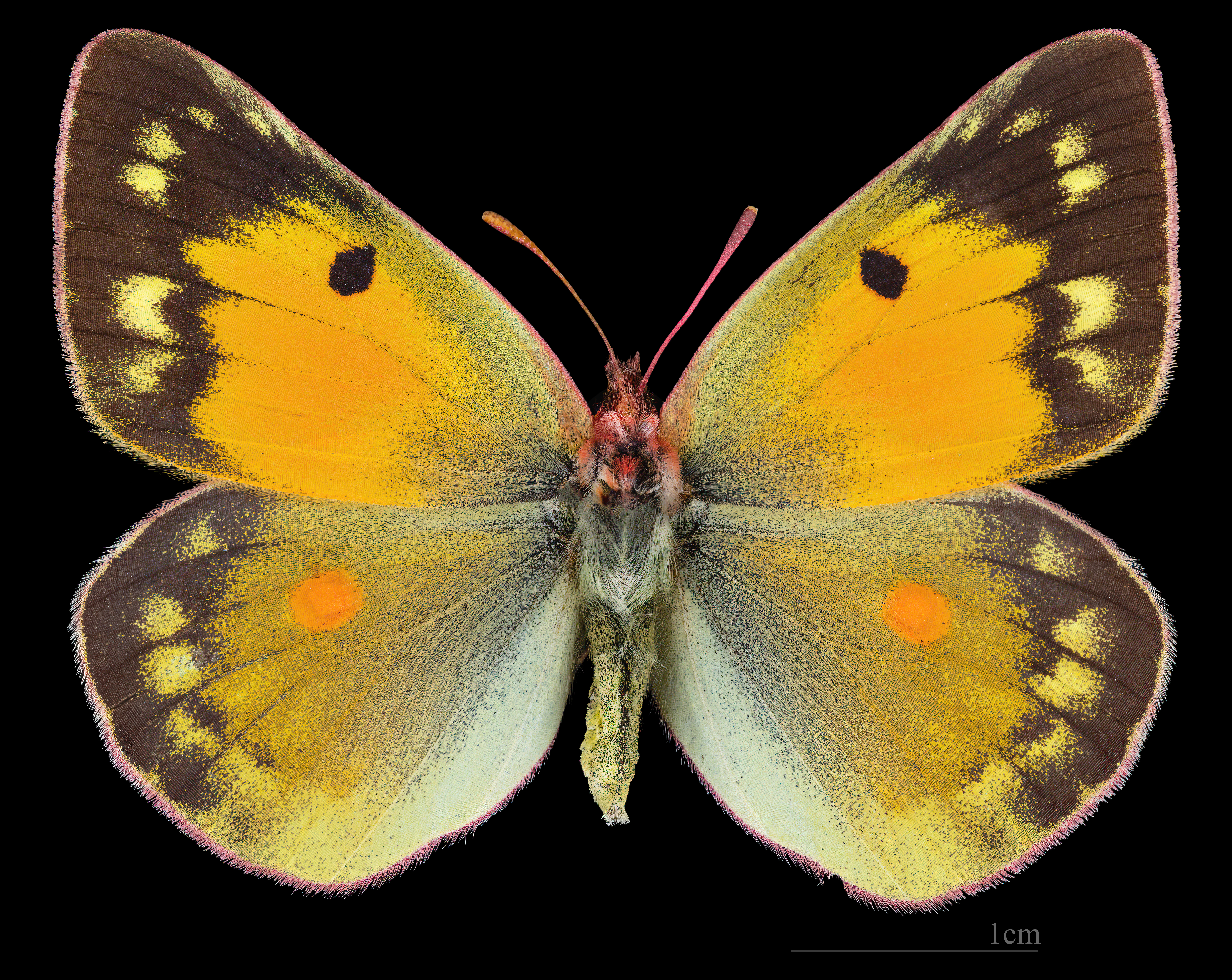
Colias chrysotheme ♀
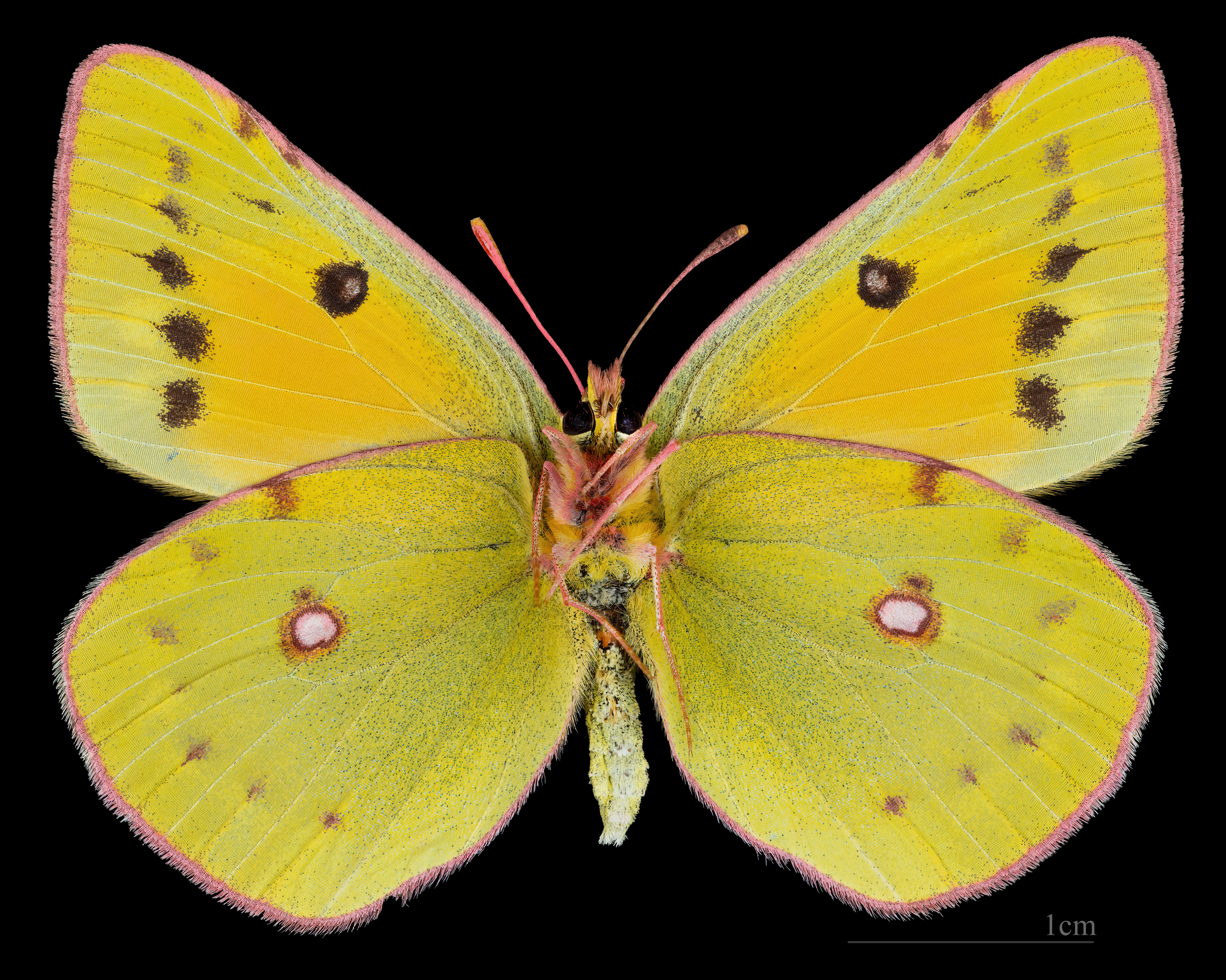
Colias chrysotheme ♀ △

### Chenille
Les œufs éclosent vers août et donnent des chenilles qui hivernent et reprennent leur croissance au printemps.

## Biologie

### Période de vol et hivernation
L'Orangé vole de mai à octobre, en deux à trois générations dans les steppes de Sibérie et Mongolie, en trois à quatre générations en Europe suivant les années,.

### Plantes hôtes
Les plantes hôtes de sa chenille sont des vesces dont Vicia hirsuta et Astralagus austriacus,.

## Écologie et distribution
L'Orangé est très commun en Asie. En Europe il est localisé à une zone s'étendant de la mer Noire à l'Autriche sous forme de petites colonies en Autriche, Slovaquie, Hongrie et Roumanie,.

### Biotope
L'Orangé est localisé aux steppes.

## Protection
L'Orangé a le statut d'espèce vulnérable (VU) inscrit sur la liste rouge européenne.